# Province de Chubut
La province de Chubut est une province de l’Argentine, située en Patagonie, entre les 42e et 46e parallèles sud.

## Toponymie
Le nom proviendrait du tehuelche chupat « transparent», leur description du Río Chubut.

## Histoire
Avant l'arrivée des Européens, le territoire était peuplé par des Amérindiens nomades, et spécialement les Tehuelches.
Le 9 mars 1535 Simón de Alcazaba fonda à l'endroit appelé Caleta Hornos dans la Baie Gil, 29 kilomètres au sud de la localité actuelle de Camarones, le très éphémère Puerto de los Leones, qui ne dura guère plus de trois mois, jusqu'au 17 juin 1535, lorsqu'il fut abandonné après la mort violente d'Alcazaba, assassiné. Cet établissement devait être la capitale de la gobernación de Nueva León (es), octroyée par le Roi Charles-Quint (ou plutôt Charles Premier d'Espagne) à Alcazaba en 1534. Cette entité incluait toutes les terres de l'Atlantique au Pacifique, au sud du 36e parallèle.
Aux XVIIe et XVIIIe siècles, la région fut parcourue par des missionnaires — dont le célèbre jésuite Mascardi —. Une deuxième tentative de colonisation espagnole se concrétisa par la fondation du Fuerte de San José dans la région de la péninsule Valdés, le 7 janvier 1779. Une grande partie des colons étaient des habitants du nord du Leon. Cette colonie fut réduite au statut d'établissement militaire (un fort) en 1784 et survécut jusqu'au 7 août 1810, date à laquelle elle fut rasée par les « Patagons » ou Tehuelches (des tzonek mapuchisés).

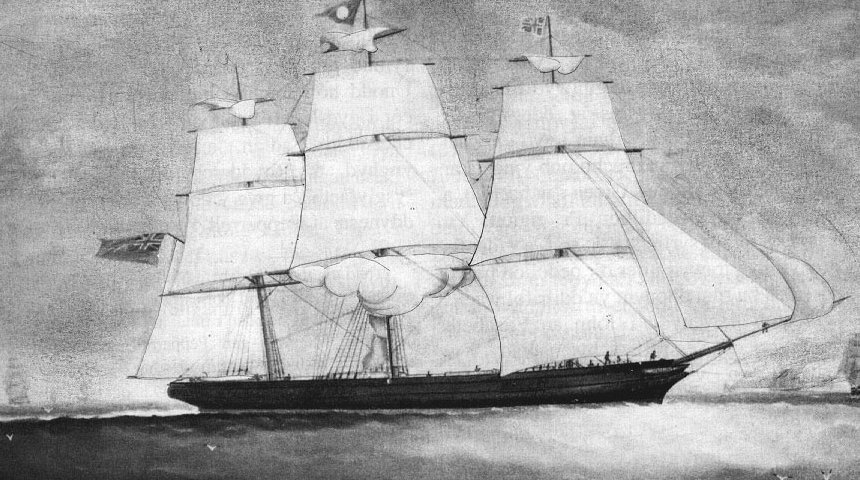
Le voilier Mimosa.

Au XIXe siècle, Georges Claraz, naturaliste et explorateur suisse, découvre en 1865 le territoire du río Chubut.
Ce n'est que durant la seconde moitié du XIXe siècle qu'une colonisation réussie se déroula. Elle fut menée par des immigrants gallois, qui s'établirent dans la vallée inférieure du Río Chubut. Les Gallois arrivèrent sur le voilier Mimosa le 28 juillet 1865, échappant ainsi à l'oppression britannique, ceux-ci voulant les empêcher de parler leur langue et de pratiquer leurs traditions. Depuis ce lieu, diverses autres implantations se déroulèrent de plus en plus vers l'ouest le long de la vallée du río Chubut, et notamment l'une d'entre elles aboutit à la création en 1888 de la colonie du 16 octobre, au pied de la Cordillère des Andes, où ils fondèrent alors Esquel et Trevelín.
Mais la souveraineté argentine face au Chili, restait bien fragile. Le Chili était alors en pleine phase expansionniste et convoitait aussi ces régions. Il est utile de rappeler qu'en 1860, l'Argentine ne comptait que 1 180 000 habitants, face au Chili qui était nettement plus peuplé avec environ 1 750 000 habitants, et qui ne connaissait pas les incessantes luttes et révolutions meurtrières et ruineuses qui rongeait l'Argentine.
Le Chili avait pour but de soumettre et annexer l'ensemble de la Patagonie actuellement argentine, et restée insoumise jusqu'aux années 1880. En 1879 éclata au nord la guerre du pacifique mettant aux prises le Chili contre une coalition Bolivie-Pérou. L'Argentine menaça de s'allier à ces deux pays et ainsi d'entrer en guerre contre le Chili. Pour éviter cette entrée en guerre, le Traité des frontières de 1881 entre l'Argentine et le Chili fut signé le 23 juillet 1881, en vue de délimiter avec précision les frontières séparant ces deux nations. Celui-ci laissait à l'Argentine le champ libre pour occuper toute la Patagonie située à l'est de la Cordillère des Andes.
La vraie prise en possession de la province, comme du reste de la Patagonie argentine, put dès lors se réaliser pleinement. Elle se fit par ce que l'on a appelé la Conquête du Désert, dirigée par le général, futur président, Julio Argentino Roca. En 1879, un an avant son élection en tant que président du pays, avec 6 000 soldats dotés de nouveaux fusils, l'offensive de Roca commença. Le général devenu président Julio Argentino Roca ravagea d'abord le nord de la Patagonie et y décima les Indiens. Après avoir conquis les provinces de Neuquén et de Río Negro, y pratiquant une sinistre extermination des aborigènes, la dernière bataille fut livrée le 18 octobre 1884 sur le territoire de l'actuelle province du Chubut. Il s'agissait du dernier groupe d'amérindiens qui comprenait plus de 3 000 membres, sous le commandement des caciques Inacayal et Foyel. Ils se rendirent deux mois après leur défaite.

Carte des changements territoriaux apparus après le plébiscite de 1902.

En conséquence de cette Conquête du Désert, le Territoire National du Chubut fut créé en 1884 et un certain Luis Fontana fut son premier gouverneur.
Le Chili cependant ne s'avouait pas totalement vaincu et continuait à revendiquer la zone occidentale andine de la province du Chubut.
Au milieu de la décennie 1880, les colons- surtout gallois commencèrent à migrer vers l'ouest (région andine) pour y trouver plus de terre cultivable et aussi de l'or. Une expédition fut ainsi menée, financée et alimentée par des colons gallois. Les colons dont une partie de la famille vivait toujours près de l'Atlantique avaient aussi pour but d'assurer la souveraineté argentine sur ces nouveaux territoires revendiqués par le Chili, faute de quoi ils se trouveraient coupés de leurs proches. L'expédition débuta le 14 octobre 1885. Durant le parcours d'importants lieux de peuplement furent découverts. Des années plus tard, ils se peuplèrent et c'est ainsi que furent fondées différentes localités dont Valle 16 de Octubre aujourd'hui appelée Trevelín. Une route entre la vallée du río Chubut et la cordillère fut aussi ouverte. Or cette région andine avait initialement été attribuée au Chili, ce qui engendra une nouvelle querelle territoriale.
Un plébiscite fut finalement organisé parmi les habitants de la région contestée (principalement des Gallois) le 30 avril 1902. Le résultat s'avéra favorable à l'Argentine. Dès lors, Trevelín, Esquel et d'autres localités adjacentes furent incorporées à la province
Après 1902, et la fin de la seconde guerre des Boers en Afrique du Sud, plusieurs familles boers immigrèrent en Argentine et s'installèrent dans le Chubut, principalement dans la zone de Sarmiento.
Le 31 mai 1944, le territoire du Chubut fut amputé de toute une région au sud du 45e parallèle, soit une étendue de 42 330 km2, qui s'ajoutèrent aux 55 418 km2 pris sur le territoire de Santa Cruz, afin de créer la Zona Militar de Comodoro Rivadavia.
Par la loi no 14.408 du 15 juin 1955, signée par le président Juan Perón, on fit disparaitre la Zone Militaire de Comodoro Rivadavia et on restitua ces zones aux territoires du Chubut et de Santa Cruz. Le territoire du Chubut fut déclaré Province la même année.
Abritant la prison de Rawson, la province fut le lieu, en 1972, du massacre de Trelew, exécution sans jugement de prisonniers par la soldatesque, effectuée sous la dictature militaire d'Alejandro Agustín Lanusse, chef de la junte dite de la « Révolution argentine » qui gouvernait alors le pays.

## Géographie
Données de base :
- Population : 413 237 habitants en 2001 - 506 668 en 2010 ;
- Superficie : 224 686 km2 ;
- Densité : 2,3 hab./km2.

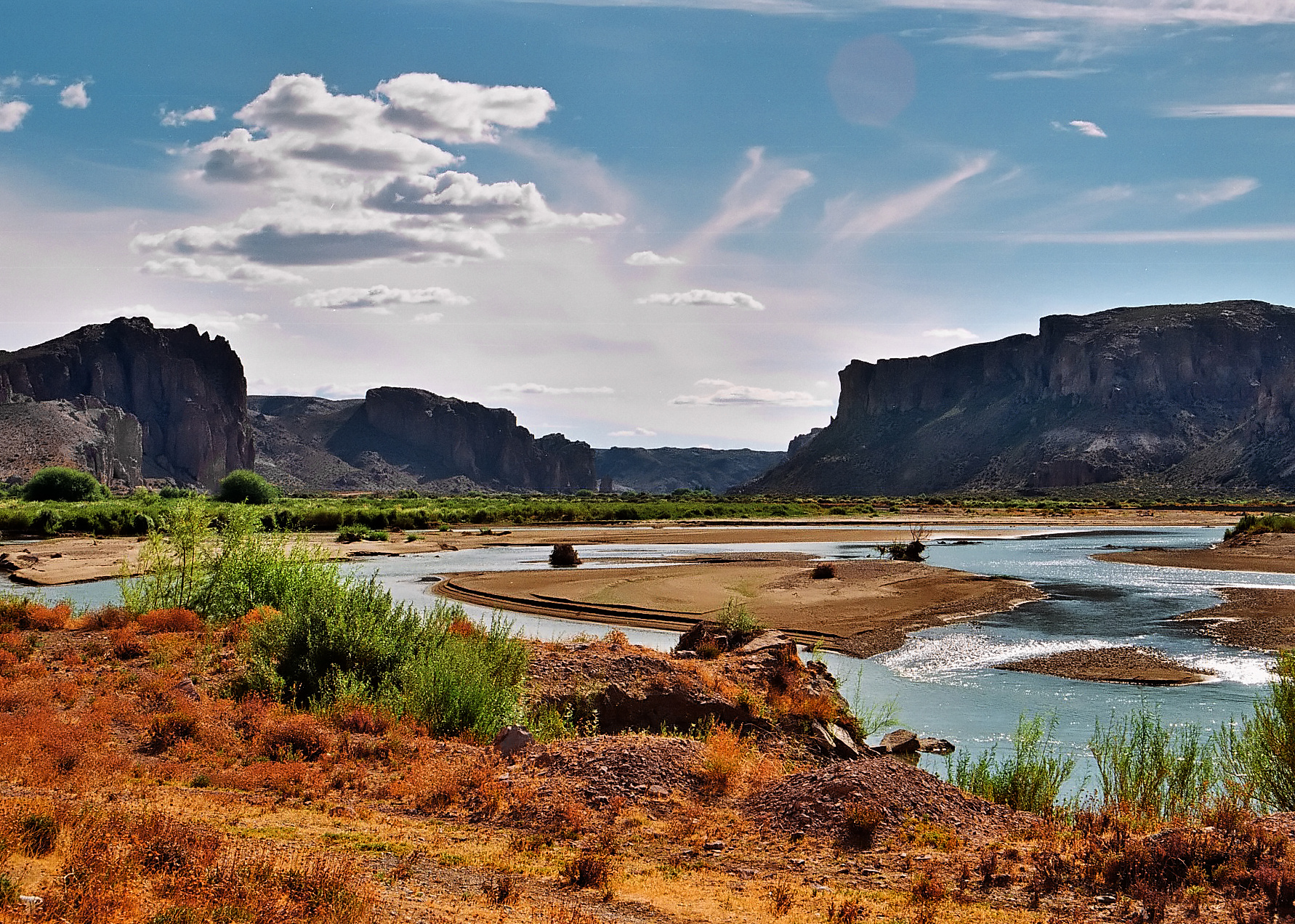
Río Chubut prise à Los Altares.

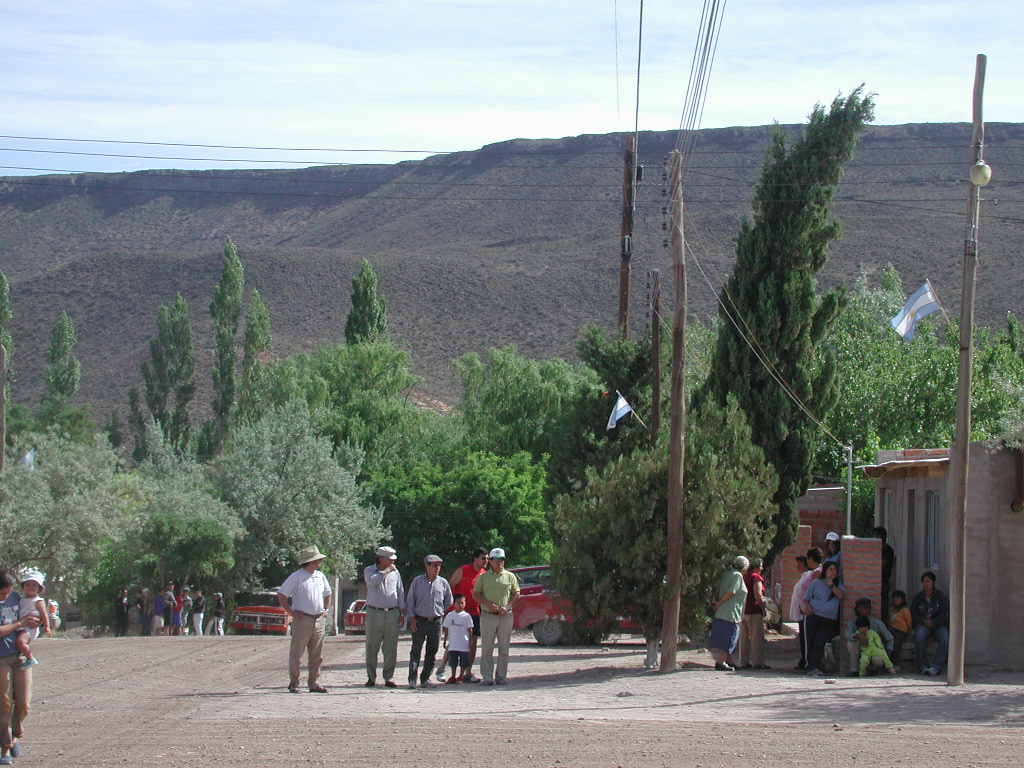
Telsen est située sur le rebord sud de la meseta de Somuncurá. La région à un microclimat assez doux, avec des sources d'eau thermale et une végétation assez riche et variée, ce qui lui donne des caractéristiques d'oasis.

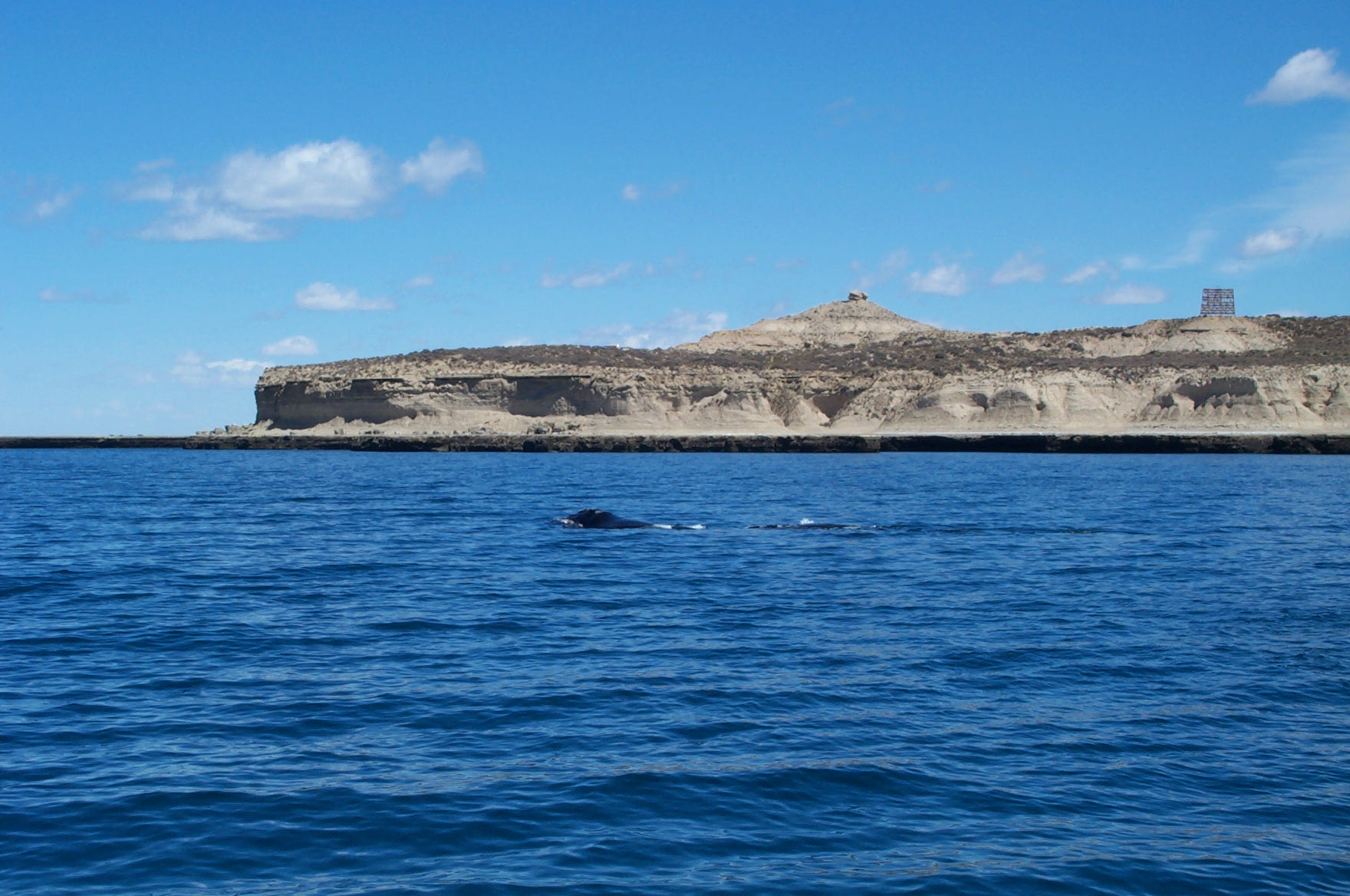
La côte de la Péninsule Valdés, vue depuis la mer. On aperçoit une baleine dans les flots.

Le Chubut est la troisième province argentine du point de vue superficie, dépassée seulement par Buenos Aires et Santa Cruz.
Les points les plus élevés de la province sont situés au nord-est. À l'ouest du lac Cholila se trouvent les cerros Dos Picos (2 515 m), Anexo (2 498 m) et Tres Picos (2 492 m). Le cerro Situación, haut de 2 307 m, se trouve dans le Parc national Los Alerces. Quant au Nahuel Pan, grand rendez-vous touristique, il ne fait que 2 153 mètres.
La province distingue deux grandes régions : les Andes et les plateaux de Patagonie.
Au centre et à l'est, sur la plus grande partie du territoire de la province, s'étend le large plateau de Patagonie ou meseta tabulaire. Cette vaste zone est un plateau basaltique au climat rigoureux lié à l'altitude. Celles-ci sont en principe de plus en plus basses à mesure que l'on se rapproche de l'Atlantique. Cependant, il y a des dépressions mais aussi des zones très surélevées comme la meseta de Somuncurá au nord, haute de quelque 1 900 m et partagée avec la province de Río Negro. La meseta patagonienne est entaillée par de profondes vallées aux rebords abrupts, creusées par divers cours d'eau généralement venus des Andes, dont le río Chubut, ce qui a parfois créé des paysages d'une beauté quasi stupéfiante.
Sur la côte se trouvent la péninsule Valdés et le golfe San Jorge. Ce dernier, situé au sud de la province, est partagé avec la province de Santa Cruz. Les plages très ensoleillées sont nombreuses sur l'ensemble du littoral, mais aussi les falaises et des îles rocheuses qui abritent une faune riche et variée. La mer, riche en plancton y est très poissonneuse. La totalité du littoral de la province présente un climat franchement doux, avec des températures moyennes supérieures à celles de la majorité des villes françaises (la pluie en moins et bien des heures d'ensoleillement en plus).
La steppe sèche couvre la région des plateaux patagoniques, tandis que sur la Cordillère s'étendent d'épaisses forêts de conifères.

### Limites
- au nord : Río Negro
- au sud : Santa Cruz
- à l'ouest : le Chili
- à l'est : océan Atlantique

### Voies d'accès

#### Voie routière

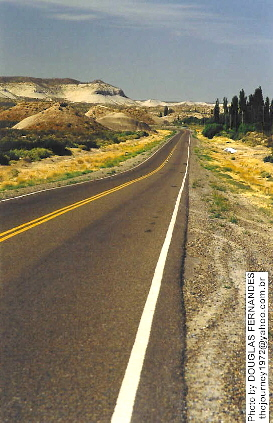
La route nationale 26 à son passage par Dolavon.

La province est traversée dans sa partie orientale, du nord au sud, par la route nationale 3 qui relie Buenos Aires à l'ensemble de la côte est de la Patagonie, via les villes de Bahía Blanca et de Viedma. Cette route permet un accès facile aux stations balnéaires, ports et zones protégées de la côte atlantique de la province, y compris le grand centre de Comodoro Rivadavia-Rada Tilly.
À l'ouest, le long de la frontière chilienne, la route nationale 40 suit un trajet nord-sud également, mais au pied des Andes, et ici entre la petite ville d'El Bolsón, près de la province de Río Negro et río Mayo (un peu au nord de la province de Santa Cruz).
D'est en ouest deux grand-routes courent plus au moins parallèlement :
- au nord, la route nationale 25, longe le fleuve río Chubut tout au long de son cours moyen ;
- au sud, la route nationale 26 relie d'est en ouest le port de Comodoro Rivadavia avec la route nationale 40, à 52 km au nord-est de la petite ville de río Mayo. Au départ de Buenos Aires, cette route totalement asphaltée, fait partie de la grande voie reliant la capitale à l'ouest andin et préandin de la province plus méridionale de Santa Cruz avec les importants parcs nationaux qui s'y trouvent. Ce trajet comprendra la route nationale 3 jusque Comodoro Rivadavia-Rada Tilly, puis les 220 km de la route nationale 26, et enfin la route nationale 40 en direction du sud.

#### Voies ferrées

##### La Trochita
Depuis les années 1990, et la présidence de Carlos Menem, la privatisation des chemins de fer argentins a mené à l'effondrement total de ce grand réseau ferré, et rien ne semble pouvoir ressusciter celui-ci. Il subsiste cependant quelques joyaux, dont le Vieil Express Patagonique encore appelé familièrement La Trochita. La ligne construite de 1935 à 1945 faisait partie du Chemin de fer General Roca. Elle est à voie très étroite (0,75 mètre) et connait un franc succès auprès des touristes.
Actuellement (2018), le train circule sur 2 tronçons. Le plus visité relie Esquel et Nahuel Pan, l'autre va d'El Maitén à Desvío Thomas.
La Province de Río Negro, qui n'utilise plus la voie (Ingeniero Jacobacci - El Maitén) depuis les années 1990, est en train de réexaminer sa réutilisation, mais tarde beaucoup.
Des plans existent pour réhabiliter la ligne sur toute sa longueur (plus de 400 km) donc sur le sol des deux provinces, mais on attend faute de budget. En février 2012 les gouverneurs de Chubut et de Río Negro avaient déjà signé un accord pour la réactivation complète de la ligne.

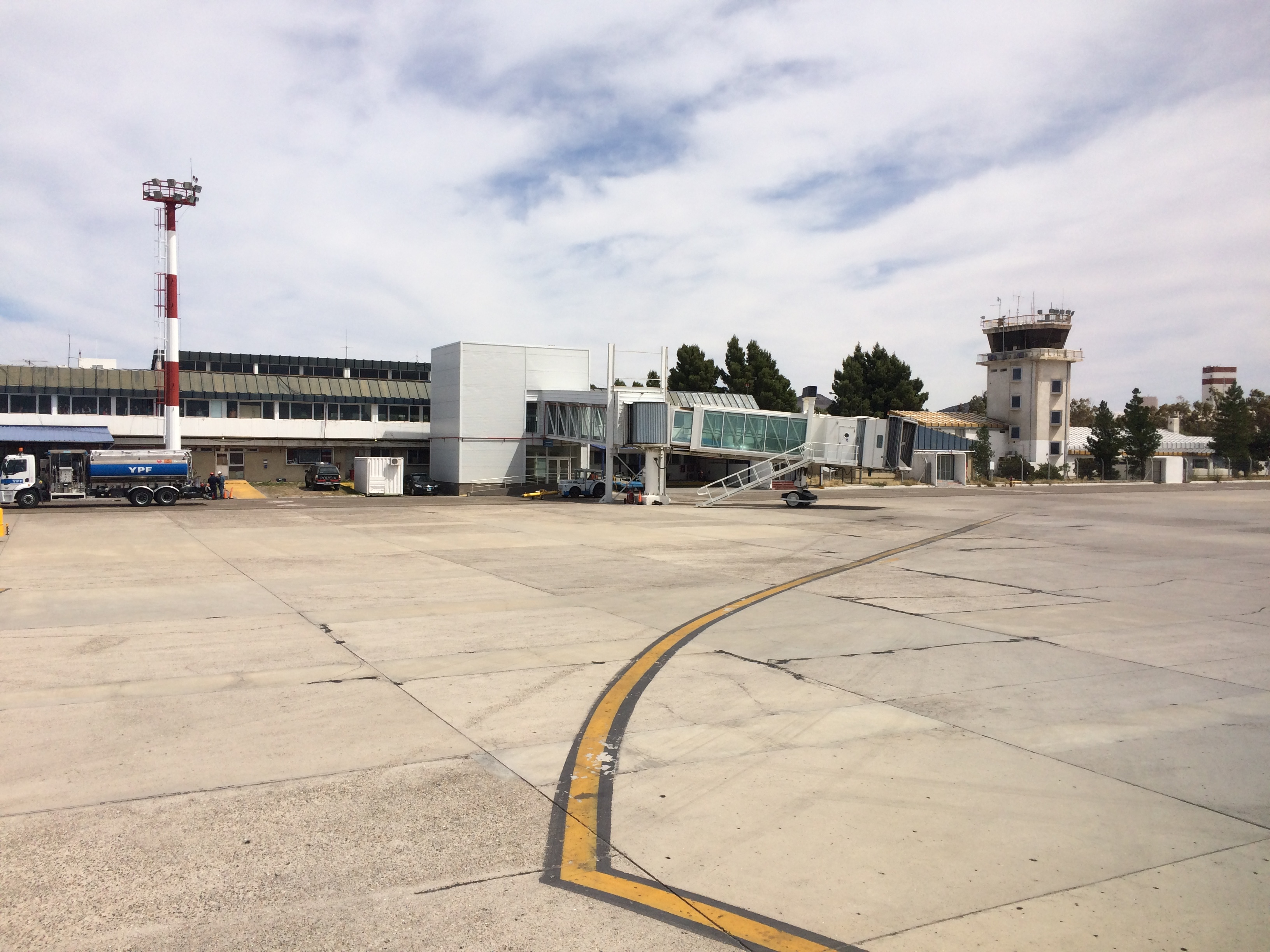
Vue de l'aéroport de Comodoro Rivadavia.

#### Voie aérienne
L'aéroport Brigadier General Antonio Parodi d'Esquel se trouve à 22 km à l'est de la ville. La société Austral Líneas Aéreas offre 6 vols hebdomadaires vers l'aéroport Jorge Newbery à Buenos Aires. Pour sa part, LADE propose des vols vers Comodoro Rivadavia, Trelew et San Carlos de Bariloche.
Trelew a un aéroport situé à 20 km de la ville de Gaiman sur la route nationale 25.
Comodoro Rivadavia possède elle aussi un aéroport important, l' Aeropuerto Internacional General Enrique Mosconi qui se situe à 11 km au nord du centre-ville.

### Villes
Au Chubut, il y a peu de villes fort importantes. Voici les plus notables (population en 2010) :
- Rawson (31 787 hab. en 2010), la capitale, située sur le Río Chubut, à son embouchure. C'est un port de l'océan atlantique.
- Trelew (99 430 hab.), ville industrielle aux environs de Rawson, aéroport (IATA-Code REL) avec liaisons vers Buenos Aires et El Calafate. La ville est située en bordure du Río Chubut, ce qui permet l'irrigation de la région environnante et la culture de la vigne. Ceci permet à la ville de produire du vin.
- Puerto Madryn (81 995 hab.), point de départ pour excursions dans la péninsule Valdés. Son économie repose sur la pêche, la production d'aluminium et le tourisme.

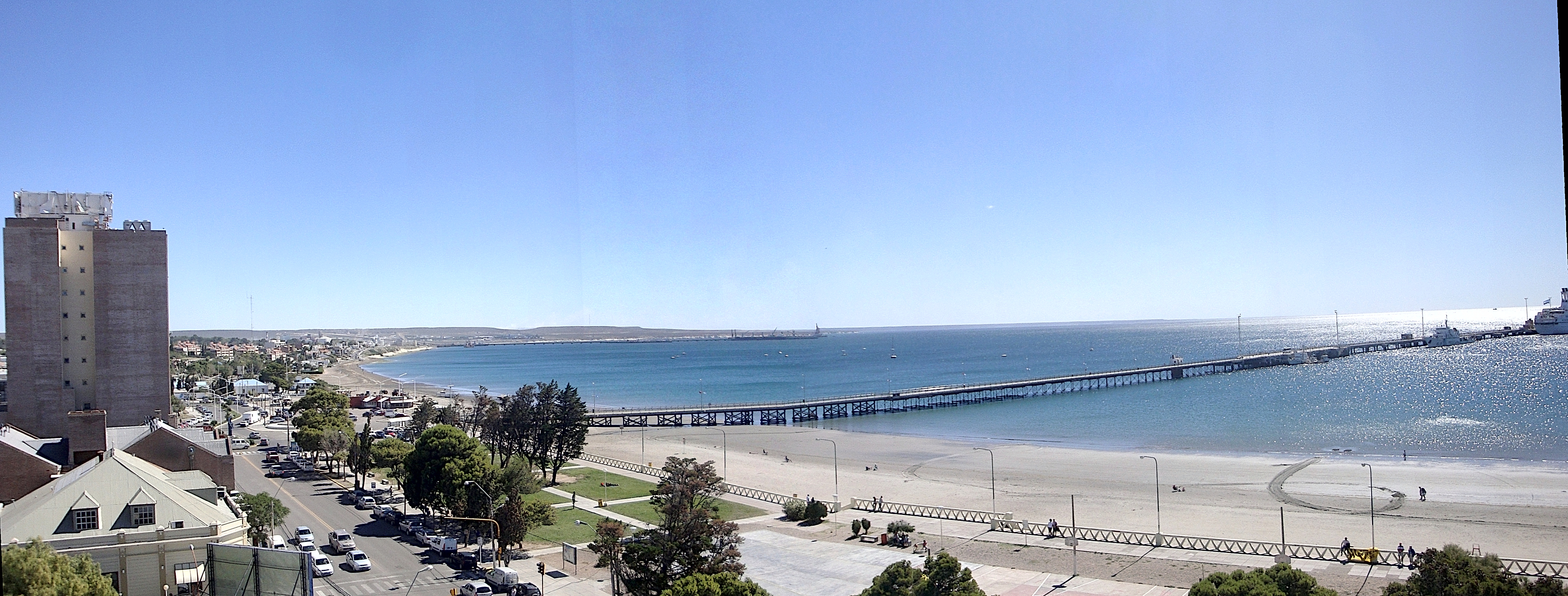
Vue panoramique de Puerto Madryn. La ville est située sur le littoral nord de la province, aux portes de la Péninsule Valdés.

- Comodoro Rivadavia (173 2662 hab.) au sud de la province, au bord de l'océan Atlantique, est le centre économique principal du Chubut et de toute la Patagonie du sud
- Esquel (32 758 hab.) au pied des Andes
- Sarmiento (11 124 hab.)
- Rada Tilly (9 100 hab.), fait partie de l'agglomération de Comodoro Rivadavia
- Trevelín (7 908 hab.)
- Gaiman (6 627 hab.)
- Playa Unión, station balnéaire à 6 km au sud de Rawson (6 775 hab.)
- El Maitén (4 422 hab.)
- Camarones (1 296), un petit port de pêche et une ville historique. Au début du XVIe siècle, les Espagnols s'y établissent déjà. Depuis 1890, les navigateurs utilisent les conditions naturelles exceptionnelles de la baie de Camarones pour y charger et décharger les navires de fruits et de matières premières. On y exportait alors laine, cuir et peaux. Au large, les récifs des Islas Blancas sont aussi célèbres[6].

### Climat

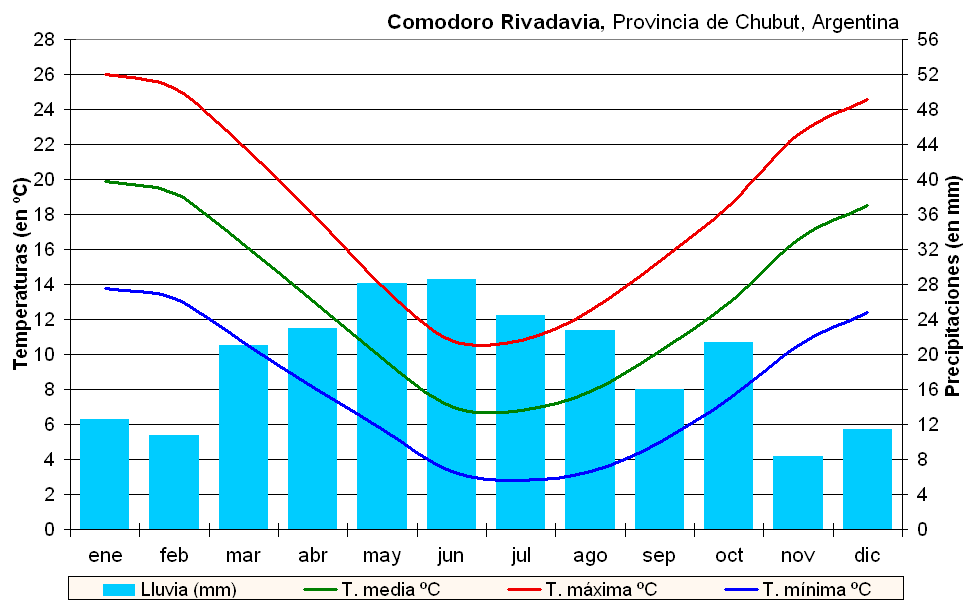
Climogramme de Comodoro Rivadavia

Le climat présente de grands contrastes. Dans la cordillère les précipitations peuvent dépasser les 2 000 mm annuellement tandis que le reste de la province ne reçoit qu'un maigre 200 à 250 mm. L'hiver est long et frais, mais l'été est souvent très chaud. Les vents prédominants sont ceux secs d'ouest ou du sud-ouest qui ont traversé les Andes y abandonnant leur humidité.
| Mois                     | jan. | fév. | mars | avril | mai  | juin | jui. | août | sep. | oct. | nov. | déc. | année |
| ------------------------ | ---- | ---- | ---- | ----- | ---- | ---- | ---- | ---- | ---- | ---- | ---- | ---- | ----- |
| Température moyenne (°C) | 19,1 | 18,4 | 16,1 | 12,9  | 9,5  | 6,8  | 6,4  | 7,7  | 9,9  | 12,7 | 15,9 | 17,9 | 12,8  |
| Précipitations (mm)      | 16,2 | 15   | 20,7 | 23,3  | 31,7 | 25,3 | 28,7 | 25   | 12,3 | 14,9 | 10,6 | 15   | 238,7 |

À Puerto Madryn, au nord-est de la province, le climat relativement doux n'est guère différent de celui de Comodoro Rivadavia, et ce malgré une forte différence de latitude. Mais le climat sec y est presque extrême.
| Mois                     | jan. | fév.  | mars  | avril | mai  | juin | jui.  | août  | sep. | oct.  | nov. | déc.  | année   |
| ------------------------ | ---- | ----- | ----- | ----- | ---- | ---- | ----- | ----- | ---- | ----- | ---- | ----- | ------- |
| Température moyenne (°C) | 19,9 | 19,4  | 17,3  | 14,2  | 10,4 | 7,8  | 7,3   | 8,5   | 10,5 | 13,1  | 16   | 18,3  | 13,6    |
| Ensoleillement (h)       | 310  | 271,2 | 260,4 | 198   | 155  | 135  | 136,4 | 173,6 | 195  | 244,9 | 285  | 294,5 | 2 649,7 |
| Précipitations (mm)      | 10   | 14,1  | 16,6  | 12,6  | 23,8 | 14,1 | 16,6  | 10,6  | 14,1 | 17,8  | 10,1 | 12,4  | 172,8   |

À Rawson, au sud de Puerto Madryn, le climat est fort semblable à celui de cette dernière. À noter la belle moyenne annuelle des températures (13,6°), qu'envieraient bien des parisiens (10,8°), et encore plus de bruxellois (10,4°) ou de hambourgeois (9,4°). La température moyenne doit aussi être comparée à celle de Nantes (11,9°), Bordeaux (13,7°) et Biarritz (13,7°).
| Mois                     | jan. | fév. | mars | avril | mai  | juin | jui. | août | sep. | oct. | nov. | déc. | année |
| ------------------------ | ---- | ---- | ---- | ----- | ---- | ---- | ---- | ---- | ---- | ---- | ---- | ---- | ----- |
| Température moyenne (°C) | 21,7 | 20,6 | 17,1 | 13,1  | 9,1  | 6,3  | 5,9  | 7,6  | 10,1 | 13,8 | 18   | 20,3 | 13,6  |
| Précipitations (mm)      | 13,9 | 11,3 | 21,4 | 28,3  | 21,6 | 23,4 | 20,9 | 13,5 | 12,5 | 20,9 | 10,1 | 12,3 | 210,1 |

À Trevelín, au pied des Andes, située 25 km à l'est de la frontière chilienne, le tableau est tout autre. On enregistre des précipitations de l'ordre de quelque 1 000 mm annuellement, et ce surtout en hiver (de mai à août inclus). Plus à l'ouest encore, à la frontière, le niveau de ces précipitations est encore bien supérieur, ce qui a permis le développement de la dense forêt valdivienne.
| Mois                     | jan. | fév. | mars | avril | mai | juin | jui. | août | sep. | oct. | nov. | déc. | année |
| ------------------------ | ---- | ---- | ---- | ----- | --- | ---- | ---- | ---- | ---- | ---- | ---- | ---- | ----- |
| Température moyenne (°C) | 16   | 16   | 13   | 9     | 6   | 4    | 3    | 5    | 8    | 10   | 12   | 14   | 10    |
| Précipitations (mm)      | 47   | 35   | 55   | 81    | 156 | 155  | 150  | 121  | 72   | 61   | 54   | 45   | 1 032 |

### Subdivision en départements
Le Chubut est divisé en 15 départements. La population de la province, estimée pour le recensement de 2010 se montait à 506 668 habitants
| Département         | Superf. (km2) | Popul. 2001 | Popul. 2010 | Chef-lieu          | Carte des départements |
| ------------------- | ------------- | ----------- | ----------- | ------------------ | ---------------------- |
| Biedma              | 12 940        | 58 667      | 81 025      | Puerto Madryn      |                        |
| Cushamen            | 16 250        | 17 134      | 20 566      | Cushamen           |                        |
| Escalante           | 14 015        | 143 669     | 182 631     | Comodoro Rivadavia |                        |
| Florentino Ameghino | 16 088        | 1 484       | 1 558       | Camarones          |                        |
| Futaleufú           | 9 435         | 37 540      | 43 903      | Esquel             |                        |
| Gaiman              | 11 076        | 9 612       | 12 947      | Gaiman             |                        |
| Gastre              | 16 335        | 1 508       | 1 693       | Gastre             |                        |
| Languiñeo           | 15 339        | 3 573       | 3 664       | Tecka              |                        |
| Mártires            | 15 445        | 977         | 774         | Las Plumas         |                        |
| Paso de Indios      | 22 300        | 1 905       | 2 079       | Paso de Indios     |                        |
| Rawson              | 3 922         | 115 829     | 131 148     | Rawson             |                        |
| Río Senguer         | 22 335        | 6 194       | 6 192       | Alto Río Senguer   |                        |
| Sarmiento           | 14 563        | 8 724       | 11 422      | Sarmiento          |                        |
| Tehuelches          | 14 750        | 5 159       | 5 361       | José de San Martín |                        |
| Telsen              | 19 893        | 1 788       | 1 705       | Telsen             |                        |
| Total province      | 224 686       | 425 375     | 506 668     | Rawson             |                        |

### La nouvelle Région Patagonique
Depuis 1996, la province de Chubut fait partie d'un des quatre groupes de province de l'Argentine : la Région de Patagonie ou Région Patagonique (Región Patagónica )
Celle-ci fut créée par le traité signé à Santa Rosa le 26 juin 1996. Ses buts sont exprimés dans l'article 2 du traité. Il y est dit que la région aura comme objectif général la promotion du développement humain et le progrès économique et social, en renforçant les autonomies provinciales dans la disponibilité de leurs ressources et l'accroissement de leur potentiel productif.
Les provinces qui ont intégré la Région de Patagonie sont : 
« La Pampa, Neuquén, Río Negro, Chubut, Santa Cruz et Terre de Feu, Antarctique et Îles de l'Atlantique Sud, y compris le sous-sol, la Mer Argentine adjacente et l'espace aérien correspondant ».

### Hydrographie
Les eaux de la cordillère des Andes franchissent en grande partie la frontière chilienne pour se jeter dans le Pacifique.

#### Bassin pacifique
Le Chubut possède une belle série de lacs glaciaires, dont les principaux sont le Puelo, le Cholila, le Rivadavia, le Futalaufquen, le Menéndez, l'Amutuy Quimei, le General Vintter, le La Plata et le Fontana. Sauf les deux derniers cités, tous possèdent un émissaire dont le cours traverse la frontière chilienne pour se déverser dans l'Océan Pacifique. En l'occurrence, il s'agit des cours d'eau suivants :
- Río Puelo, émissaire du lac Puelo et du lac Epuyén ;
- Río Futaleufú, émissaire notamment des lacs Cholila, Carlos Pellegrini, Lezama, Rivadavia, Verde, del Cisne, Futalaufquen, Menéndez, Krüger, Stange, Chico et Amutuy Quimei.
- Río Carrenleufú, émissaire du lac General Vintter, ainsi que des lacs Guacho supérieur et Guacho ainsi que du lac Los Niños ;
- Río Engaño, émissaire des lacs Berta supérieur, Berta inférieur, lac Engaño et Cóndor ;
- Río Pico, émissaire des lacs Pico Numero Uno, Numero Dos, Numero Tres, Numero Cuatro et Numero Cinco.

Étant donné l'abondance des précipitations dans la région andine, ces lacs sont tous puissamment alimentés par de multiples rivières et ruisseaux autochtones qui ont souvent leurs sources dans les sommets enneigés de la cordillère. En conséquence les débits des émissaires franchissant la frontière sont eux aussi importants. Au total, d'après Aquastat, organisme international dépendant de la FAO, ce ne sont pas moins de 38 km3 d'eau douce que l'Argentine apporte ainsi annuellement au Chili voisin (38 milliards de mètres cubes), soit quelque 1 200 m3/s, ou encore plus du tiers du volume d'eau superficielle produit dans toute la Patagonie argentine. Le seul bassin du río Futaleufú apporte ainsi au Chili plus de 350 m3/s, soit sept fois plus que le débit du río Chubut.

#### Bassin atlantique
Le fleuve principal de la province est le río Chubut, issu des Andes, mais qui déverse ses eaux dans l'Atlantique.

#### Bassin endoréique

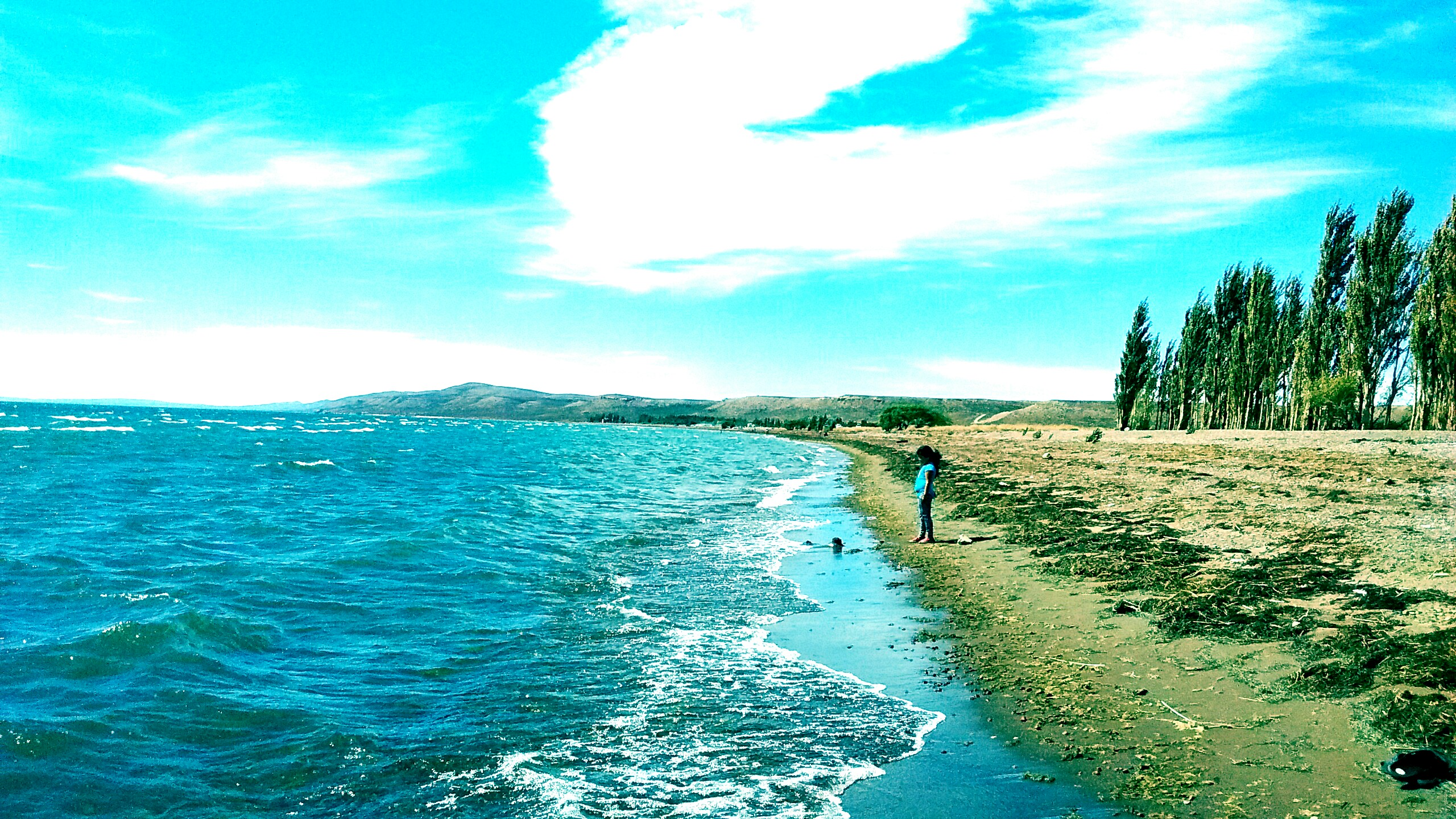
Plage sur le lac Musters aux eaux bleues, avec vagues produites par le vent. Ce vaste lac d'eau douce de quelque 400 km2 est très poissonneux.

Une partie des eaux de la province, celles du río Senguerr, venu lui aussi des Andes, se déverse dans un bassin endoréique comportant deux lacs qu'il forme successivement : les lacs Musters puis Colhué Huapi. L'émissaire des deux lacs, s'appelait río Chico. Parti du Colhue Huapi, il rejoignait le río Chubut. Mais, depuis le milieu du XXe siècle, le Senguerr a subi une utilisation intensive voire abusive de sa masse d'eau, ce qui a conduit à un dessèchement progressif, qui fait que le río Chico n'atteint plus le río Chubut et semble avoir disparu.
Depuis 1939, les eaux moins abondantes que le río Senguerr apporte aux deux lacs, s'y évaporent totalement. Si bien que le cours du Chico qui jadis partait du lac Colhue Huapi vers le río Chubut est désormais un lit sec.

### Aires protégées
- Le parc national Los Alerces, déclaré en 2017 Patrimoine mondial par l'UNESCO.
- Le parc national Lago Puelo

Les parcs nationaux Lago Puelo et Los Alerces font partie avec les parcs nationaux Nahuel Huapi, Lanín et Los Arrayanes, de la réserve de biosphère Andino Norpatagonica reconnue par l'Unesco en 2007.
- La Valle de Los Altares (es). Une proposition a été faite en 2014 pour y créer un parc national.
- La réserve de Punta Tombo
- La réserve Lagune Aleusco
- La péninsule Valdés, déclarée en 1999 Patrimoine mondial par l'UNESCO.
- Les Rocas Coloradas, sur littoral, au sud de la province.
- Le parc interjurisdictionnel marin côtier Patagonia Austral
- Le Bosque petrificado Sarmiento (es)

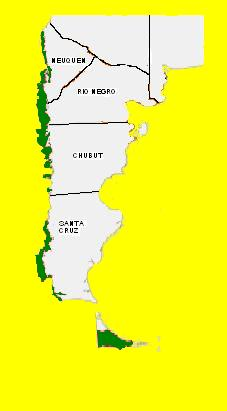
Aire recouverte par la forêt andino-patagonique en Argentine.

#### Réserve de biosphère Andino-norpatagonique
Il s'agit une vaste réserve naturelle d'une superficie de 2 266 942 hectares, soit 22,669 km2, s'étendant sur les trois provinces : Neuquén, Río Negro et Chubut. Elle comprend les aires de cinq parcs nationaux, de dix réserves, parcs ou aires protégées de juridiction provinciale, et des terrains municipaux des localités d' Esquel, Trevelín, Cholila, Lago Puelo, El Hoyo, Epuyén, El Maitén et Leleque de la province de Chubut ; de Villa Mascardi, El Bolsón et Bariloche, El Manso, Mallín Ahogado et El Foyel de la province de Río Negro ; et d'Aluminé, Junín de los Andes, San Martín de los Andes, Villa Traful et Villa La Angostura de la province de Neuquén.
Superficies approximatives de chacune de ces aires : 
- Parc national Lanín (Neuquén) 412 000 ha
- Parc national Nahuel Huapi (Neuquén et Río Negro) 750 000 ha
- Parc national Los Arrayanes (Neuquén) 1 753 ha
- Parc national Lago Puelo (Chubut) 27 674 ha
- Parc national Los Alerces (Chubut) 263 000 ha
- Paysage protégé Río Limay (Río Negro) 17 690 ha
- Área natural protegida Cipresal de las Guaitecas (Río Negro) 150 ha
- Área natural protegida Río Azul - Lago Escondido (Río Negro) 80 000 ha
- Reserva provincial Arroyo Motoco (Chubut) 7 040 ha
- Parque provincial Cerro Pirque (Chubut) 770 ha
- Parque y reserva provincial Río Turbio (Chubut) 82 134 ha
- Réserve forestière Cerro Currumahuida (Chubut) 3 250 ha
- Réserve forestière Lago Epuyén (Chubut) 20 000 ha
- Área natural protegida Lago Baguilt (Chubut) 1 500 ha
- Reserva Baguilt, Río Hielo y Lago Huemul (Chubut) 32 400 ha

## Démographie
|                    | 1895      | 1914      | 1947       | 1960       | 1970       | 1980       | 1991       | 2001       | 2010       |
| ------------------ | --------- | --------- | ---------- | ---------- | ---------- | ---------- | ---------- | ---------- | ---------- |
| Province de Chubut | 3 748     | 23 065    | 92 456     | 142 412    | 189 920    | 263 116    | 357 189    | 425 375    | 506 668    |
| Total Argentine    | 4 044 911 | 7 903 662 | 15 893 811 | 20 013 793 | 23 364 431 | 27 949 480 | 32 615 528 | 37 156 195 | 40 091 359 |

L'Institut argentin des statistiques et des recensements (INDEC) estimait la population de la province à 443 779 habitants en 2003. Les projections de population effectuées par l'INDEC (Institut argentin des statistiques et des recensements) prévoyaient alors une population se montant à 470 733 habitants en 2010 et 494.904 en 2015, soit un accroissement de quelque 4 800 personnes annuellement,.

Cependant, les résultats provisoires du recensement de 2010 affichaient une hausse plus importante que ne laissaient entrevoir ces prévisions. En 9 ans, la population s'est en effet accrue de quelque 19 % par rapport au recensement précédent effectué en 2001, soit un accroissement de plus ou moins 9 000 personnes par an en moyenne.
La croissance démographique a été très élevée tout au long du XXe siècle. En 1895, quelque 3 750 habitants à peine peuplaient ce vaste territoire, presque aussi étendu que le Royaume-Uni. Les aborigènes non soumis (Indios Bravos) n'étaient cependant pas inclus dans ce chiffre, mais ceux-ci avaient été décimés par la récente conquête du Désert, et n'étaient plus que quelques centaines — ils étaient estimés à seulement 30 000 pour toute l'Argentine —, Tehuelches essentiellement.
On remarque que la population de la province a presque doublé depuis le début des années 1980, et affiche ainsi un rythme d'accroissement nettement supérieur à la moyenne du pays. Enfin la forte natalité observée dans la province (8 680 naissances en 2000, et 8 492 en 2004, soit un taux de 19,3 pour mille) laisse entrevoir une poursuite de la hausse démographique dans les prochaines décennies.
Les prévisions plus récentes de l'INDEC (à la suite du recensement de 2010) concernant les prochaines décennies prévoient pour 2040 une population provinciale de 809 102 habitants, pour une population totale du pays de 52 778 477 personnes la même année. On prévoit donc un accroissement de la population provinciale de l'ordre de 60 % par rapport à 2010, soit nettement plus que l'accroissement total argentin qui ne serait que d'un peu plus de 31 % en trente ans.
|                    | 2001       | 2010       | 2020       | 2030       | 2040       |
| ------------------ | ---------- | ---------- | ---------- | ---------- | ---------- |
| Province de Chubut | 425.375    | 506.668    | 618.994    | 717.495    | 809.102    |
| Total Argentine    | 36.260.130 | 40.091.359 | 45.376.763 | 49.407.265 | 52.778.477 |

### Amérindiens

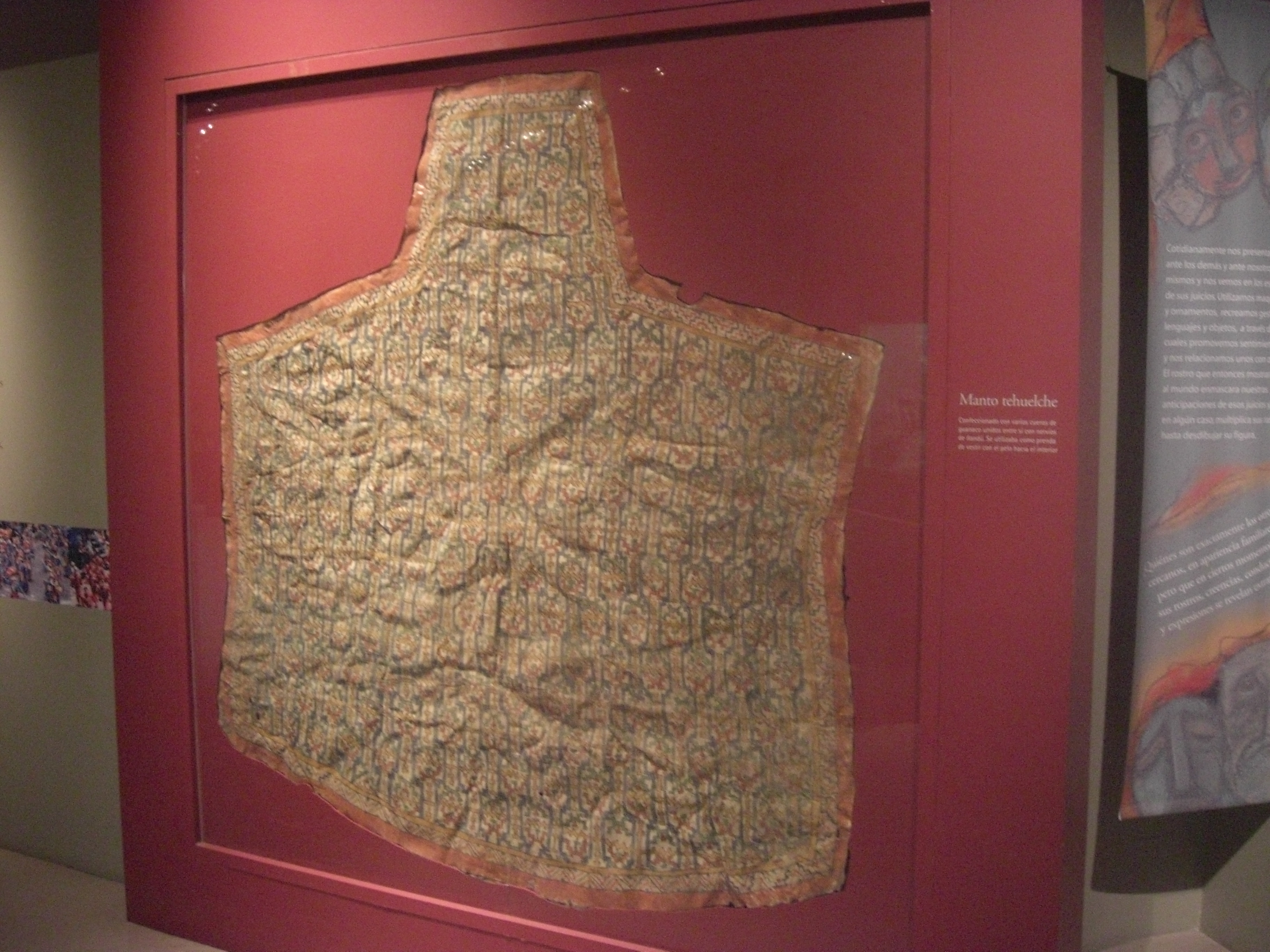
Manteau tehuelche. Musée de La Plata.

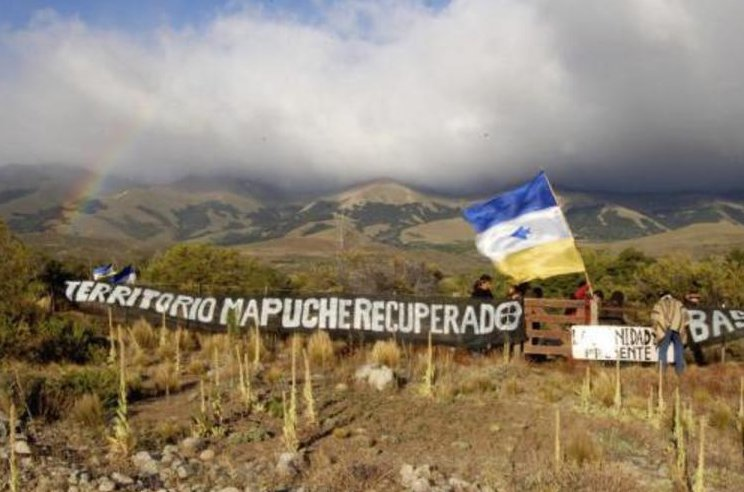
Occupation de terres historiquement Mapuches, mais possédées par le groupe Benneton en province de Chubut (photo de 2017).

#### Tehuelches
Les « Patagons » ou Tehuelches appelés aussi Aonikenks, qui peuplaient historiquement la province vécurent tout au long du XIXe siècle un enfer qui se termina par le génocide appelé Conquête du Désert et mené sous la houlette du président Julio Argentino Roca.
À partir de la seconde moitié du XIXe siècle, eurent lieu des rapts de groupes de tehuelches afin d'être exhibés comme des animaux et contre leur volonté dans des pays comme : la Belgique, la Suisse, l'Allemagne, la France ou l'Angleterre. La famille pour laquelle ces faits sont les mieux connus fut celle d'un chef Tehuelche appelé Pitioche, qui fut capturé avec sa femme et son fils. Ces faits sont relatés dans le livre Zoológicos humanos de Christian Báez et Peter Mason.
Aujourd'hui, le recensement de 2010 en Argentine a révélé l'existence de 27 813 personnes qui se reconnaissaient comme tehuelches dans l'ensemble du pays, dont 7 924 dans la province du Chubut.

#### Mapuches
Le recensement de 2010 en Argentine a aussi révélé l'existence de 205 009 personnes qui se reconnaissaient en tant que mapuches dans l'ensemble du pays, dont 31 771 dans la province de Chubut, 39 869 en province de Río Negro, 39 634 dans celle de Neuquén, 64 553 dans la province et la ville de Buenos Aires, 6 132 dans la province de Mendoza.
Les Mapuches constitueraient donc plus de 6 % de la population provinciale, chiffre assez élevé en considération de la forte émigration vers la région de Buenos Aires, ainsi que de l'important métissage qui se termine par l'assimilation et par l'hispanisation complètes, donc par la perte de l'identité amérindienne.

## Biodiversité

### Flore

#### Plateau de Patagonie
Dans cette région semi-désertique, les précipitations annuelles ne dépassent guère 200 millimètres. La flore native comporte essentiellement des espèces résistantes à la sècheresse, telles différentes espèces de Molle (Schinus spp.), le Charcao (Senecio filaginoides), le Calafate ou Berbéris à feuilles de buis (Berberis buxifolia ou Berberis heterophylla), le Yaoyín ou Coralillo (Lycium chilense), le Botón de Oro (Grindelia chiloensis), le Neneo (Mulinum spinosum), le Chupasangre (Maihuenia patagonica), le Colapiche (Nassauvia axillaris) et le Mamuel Choique (Adesmia volckmanni) .
Dans cette vaste steppe arbustive on trouve aussi le quilembay (Chuquiraga avellanedae), le colapiche (Nassauvia glomerulosa), le Nassauvia ulicina, les stipes (Stipa speciosa, Stipa humilis, et Stipa neaei), le Poa ligularis, le Ameghinoa patagonica, le algarrobito patagónico (Prosopis patagonica) ou Prosopis denudans, la mata torcida (Nardophyllum obtusifolium), la Verbena ligustrina ou Mulguraea ligustrina, la Verbena tridens ou Mulguraea tridens, la Verbena aurantiaca, la mata laguna (Lycium ameghinoi), le calafate (Berberis cuneata), le Grindelia chiloensis, le Haplopappus diplopappus, l' Euphorbia portulacoides, le Pleurophora patagonica, etc.
Dans les zones riches en sel dominent les steppes halophiles avec notamment le Prosopis patagonica, le Prosopis flexuosa, Lycium ameghinoi, le Frankenia patagonica, l' Atriplex sagittifolia, l' Atriplex lampa.

#### Andes
La flore andine de la province est formée partiellement d'espèces caractéristiques de la forêt valdivienne chilienne : le tique (Aextoxicon punctatum), l'avellano ou noisetier chilien (Gevuina avellana), l'ulmo (Eucryphia cordifolia), le lingue (Persea lingue), le deu (Coriaria ruscifolia), le voqui blanco (Boquila trifoliolata), le hued-hued (gaultheria insana). Il s'y trouve aussi des espèces de la flore autochtone de la forêt andine de Patagonie argentine tels le roble pellín (Nothofagus obliqua), le coihue (Nothofagus dombeyi), le lenga (Nothofagus pumilio), le lipain ou cyprès de la Cordillère  (Austrocedrus chilensis), le radal (Lomatia hirsuta), l'arrayán (Luma apiculata).

### Faune

#### Faune littorale

##### Mammifères marins
Sur les côtes et dans les eaux littorales de l'océan, il y a quantité d'éléphants de mer, d'otarie à crinière ou lions marins et plusieurs espèces de cétacés comme la baleine franche australe, la fausse orque et l'orque.
On peut observer divers delphinidés, et parmi eux de dauphins de Commerson, otaries à fourrure australe (Arctocephalus australis)le dauphin de Commerson localement appelé tonina overa, le dauphin aptère austral (Lissodelphis peronii), des lagénorhynques (lagénorhynque sablier, dauphin de Peale (Lagenorhynchus australis), lagénorhynque obscur appelé aussi dauphin obscur), le globicéphale noir (globicephala melas edwardi).

##### Avifaune littorale
Les espèces d'oiseaux sont également nombreuses. On peut y rencontrer le nandou de Darwin, les cormorans et les goélands tels le (Larus dominicanus), le goéland gris ou austral. On y voit aussi des stercoraires (labbe antarctique ou stercorarius antarcticus et chilensis), le cormoran impérial, le Cormoran à ventre blanc, des brassemers à tête blanche (pato vapor), et des huitriers ou ostreros (en l'occurrence haematopus leucopodus).
On peut aussi observer le cormoran impérial (Leucocarbo atriceps), le pétrel géant (Macronectes giganteus), le héron cocoi (Ardea cocoi), le coscoroba blanc (Coscoroba coscoroba), le brassemer de Patagonie (Tachyeres patachonicus), le canard huppé (Lophonetta specularioides), le grand Grèbe (Podiceps major), le grèbe aux belles joues (Podiceps occipitalis), le bihoreau gris ou héron bihoreau (Nycticorax nycticorax), l'huîtrier de Garnot (Haematopus leucopodus), la sterne caugek (Sterna sandvicensis eurygnatha), le fulmar argenté (Fulmarus glacialoides), le puffin fuligineux (Puffinus griseus), le cygne à cou noir (Cygnus melanocorypha), l'ouette de Magellan (Chloephaga picta), le caracara à gorge blanche (Phalcoboenus albogularis), le manchot papou (rare) (Pygoscelis papua), la mouette de Patagonie (Larus maculipennis) et le petit Chevalier (Tringa flavipes). 

Il y a aussi des sites importants pour les oiseaux limicoles tels l'aigrette neigeuse (Egretta thula), la grande Aigrette (Ardea alba), le flamant du Chili (Phoenicopterus chilensis), la barge hudsonienne (Limosa haemastica) ou le bécasseau maubèche (Calidris canutus). Également, dans la région de Comodoro Rivadavia, l'albatros à sourcils noirs), le (Macronectes giganteus), le (Procellaria aequinoctialis), le (Phalacrocorax gaimardi), le canard huppé (Lophonetta specularioides).

##### Poissons de mer
Les poissons de mer abondent dans la mer argentine, au large des côtes du Chubut. On y trouve l'abadèche rose, le tassergal (Pomatomus saltatrix), l'anchois argentin (Engraulis anchoita), le thon, le pagre commun ou pagre rouge (Pagrus pagrus ou Spagus pagrus), le more têtard (Salilota australis), le grenadier gros yeux (Macrourus carinatus), le grenadier fouet (Coelorhynchus fasciatus), la légine antarctique, la brótola ou phycis brésilien (Urophycis brasiliensis), le maquereau blanc (Scomber japonicus), le grand tambour ou courbine noir  (Pogonias cromis), le tambour rayé ou huaquil (Micropogonias furnieri), le percis à demi bandes (Pseudopercis semifasciata), le lacha (menhaden d'Argentine ou Brevoortia pectinata).
On trouve aussi le Mugil (Mugil platanus), le lenguado (Catachyridium jenynsi), le mero (Acanthistius brasilíanus), la merluze (merluccius hubbsi, la légine australe, le grenadier patagonien (Macruronus magellanicus), le sauteur parone (Parona signata), le saraca ou menhaden brésilien (Brevoortia aurea) riche en nutriments, la masca laboureur (Callorhinchus callorynchus), le poisson-éléphant, le pez limón (Seriola lalandei), le polaca (Micromesistius australis), le sargo argentin (Diplodus argenteus), le róbalo patagónico (Eleginops maclovinus), la sardine fueguine (Sprattus fuegensis), les pejerreys de mer (Odonthestes smitti, Odonthestes nigricans, Odontesthes argentinensis), la fameuse tararira (Hoplias malabaricus) qui en eau douce parvient à atteindre des dimensions gigantesques, la nonotenia coluda (Patagonotothen ramsayi), le saumon du Pacifique (Oncorhynchus tshawytscha), la castañeta (Australoheros facetus), le pez palo (Percophis brasiliensis).
Il y a aussi des requins, appelés tiburones (à noter qu'ils n'attaquent pas l'homme dans les eaux argentines) : le gatuzo (Mustelus schmitti), le requin nez noir, le requin-hâ ou milandre (Galeorhinus galeus), le plus pêché et consommé pour l'excellence de sa chair), le requin-taureau (Odontaspis taurus), le requin gatopardo (Notorynchus cepedianus), le requin longimane et le requin gatuzo (Mustelus schmitti).

##### Crustacés et mollusques
Les espèces particulièrement pêchées sur le littoral de la province sont le crabe royal de Patagonie (une variété endémique de crabe) appelé localement centolla (Lithodes antarcticus ou Lithodes santolla), le centollon patagonique (Paralomis granulosa), la langoustine patagonique (Pleoticus muelleri). On trouve aussi les "pulpitos" (Octopus tehuelchus), des cholgas (Aulacomya atra) et des crabes appelés localement "cangrejos de arena" (Ovalipes trimaculatus), entre autres.

#### Plateau central
Dans la vaste région des plateux steppiques du centre de la province cohabitent notamment des guanacos, des pumas, des nandous de Darwin ou choiques, des renards de Magellan, des lièvres de Patagonie ou maras, des mouffettes de Patagonie (Conepatus humboldtii) et des renards gris d'Argentine. S'y trouvent également quelques ophidiens tels la vipère à fosses « fer de lance », la yarará ñata ou Bothrops ammodytoides.
Parmi les oiseaux qui fréquentent cette région aux multiples lagunes, il faut citer le flamant du Chili (Phoenicopterus chilensis), la foulque leucoptère (Fulica leucoptera), la foulque à jarretières (Fulica armillata), le goéland dominicain (Larus dominicanus), le grèbe de Rolland (Rollandia rolland), le grèbe aux belles joues (Podiceps occipitalis).
Au nord de la province, dans la Meseta de Somuncurá; on peut observer le tinamou de Darwin (Nothura darwinii), le tinamou de Patagonie (Tiamotis ingoufi), la géositte mineuse (Geositta cunicularia), le pépoaza à ventre rougeâtre (Neoxolmis rufiventris), le Pépoaza traquet (Neoxolmis rubetra), le dormilon à ventre roux (Muscisaxicola capistratus), la dormilon à nuque jaune (Muscisaxicola flavinucha), le dormilon bistré (Muscisaxicola maclovianus), le sicale de Patagonie (Sicalis lebruni).

#### Faune andine

##### Mammifères
Dans les forêts andines humides et froides vivent des cervidés autochtones comme le huemul et le pudu puda, des félins comme le puma (Puma concolor), prédateur dominant, le colo colo ou chat des pampas (Leopardus colocolo), le kodkod (Oncifelis guigna), félin menacé, le chat de Geoffroy (Leopardus geoffroyi). On y trouve aussi un petit marsupial appelé colo colo ou monito del monte, à ne pas confondre avec l'oncifelis colo colo ou chat des pampas déjà cité; le monito del monte est apparenté aux marsupiaux d'Australie.
Comme représentants des canidés, on observe le renard gris d'Argentine (Lycalopex griseus) et le renard de Magellan ou renard des Andes (Lycalopex culpaeus).
On trouve également le petit tatou appelé pichi ou tatou velu de Patagonie (Zaedyus pichiy), la  belette de Patagonie (Lyncodon patagonicus), ainsi que la loutre huillín (Lontra provocax), la moufette de Patagonie (Conepatus humboldtii), le tuco-tuco (Ctenomys), et la viscache des montages ou pilquín (Lagidium viscacia), qui vit dans les zones escarpées. Cette viscache est exclusive de la région andine.

##### Oiseaux des Andes
Parmi les oiseaux, importants sont le condor des Andes, le carancho, le caracara, l' aguilucho et le perroquet choroy. Mais il y en a bien d'autres dont le faucon pèlerin (Falco peregrinus), la buse aguia ou buse bleue du Chili (Geranoaetus melanoleucus), le diuca gris (Diuca diuca). Le pic de Magellan (Campephilus magellanicus) fréquente les forêts andines. Près des lacs et dans les lagunes les flamants du Chili sont fréquents (de l'espèce Phoenicopterus chilensis), de même le merle austral (Turdus falcklandii) et l'ouette de Magellan (Chloephaga picta), le brassemer de Patagonie (Tachyeres patachonicus), la nette demi-deuil (Netta peposaca), le cygne à cou noir (Cygnus melancoryphus) et le cygne coscoroba (Coscoroba coscoroba).
Dans la région du parc national Lago Puelo, on peut observer le pigeon du Chili ou Patagioenas araucana), la conure magellanique (Enicognathus ferrugineus), le pic bûcheron (Picoides lignarius), le pic de Magellan (Campephilus magellanicus), le synallaxe de Des Murs (Sylviorthorhynchus desmursii), le synallaxe rayadito (Aphrastura spinicauda), le mérulaxe des Andes  (Scytalopus magellanicus), la picotelle à gorge blanche (Pygarrhichas albogularis), le tourco huet-huet (Pteroptochos tarnii), le tourco rougegorge, l'élénie à cimier blanc (Elaenia albiceps), le pitajo de Patagonie (Ochthoeca parvirostris) ainsi que le rara à queue rousse (Phytotoma rara) et le mérulaxe à flancs ocre (Eugralla paradoxa).
Dans parc national Los Alerces, on peut observer en outre le colibri à flancs blancs (Oreotrochilus leucopleurus), la géositte isabelle (Geositta isabellina), la géositte à ailes rousses (Geositta rufipennis), le rara du Paraguay (Phytotoma rutila) et le chardonneret à croupion jaune (Carduelis uropygialis), entre autres.

#### Reptiles
Parmi les reptiles, on remarque la présence du lézard (Liolaemus tenuis), une espèce de la famille des Liolaemidae qui vit dans les broussailles au climat méditerranéen et dans les forêts tempérées valdiviennes. Également présent dans la province, le lagartija valdiviana (Liolaemus cyanogaster)  qui vit dans les forêts tempérées valdiviennes et dans les prairies.

#### Amphibiens
On trouve aussi des amphibiens, surtout dans l'est de la province et dans les zones bien arrosées des Andes. Citons les grenouilles Leptodactylus mystacinus, ainsi que l' le  crapaud Rhinella arenarum. Dans les Andes de la province, on peut voir la grenouille Eupsophus emiliopugini ainsi que le Sapito de cuatro ojos (Pleurodema thaul).

## Économie
L'activité économique principale du Chubut est l'extraction d'hydrocarbures, pétrole, et gaz naturel. Le Chubut produit 13 % du pétrole argentin et 2 % du gaz. Il existe aussi une industrie minière de poids, gisements de plomb, d'or et d'argent.

Depuis les années 1960, le tourisme -assez fréquemment d'aventure- s'est de plus en plus développé, et en ce début de siècle les attraits naturels de la province sont connus un peu partout sur terre. L'économie de la province en profite de plus en plus.

### Pêche

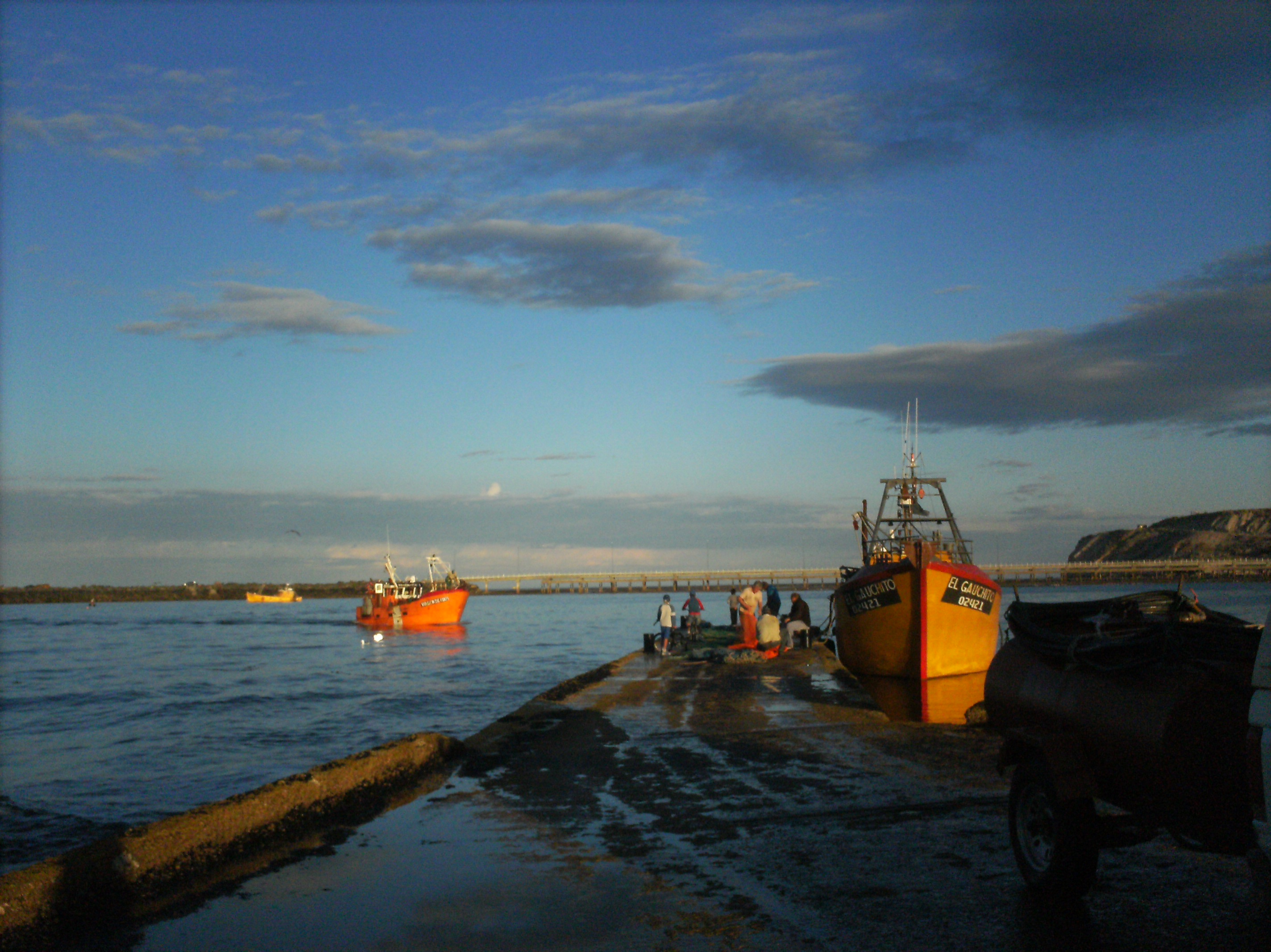
Le port de Caleta Córdova à Comodoro Rivadavia, en pleine activité.

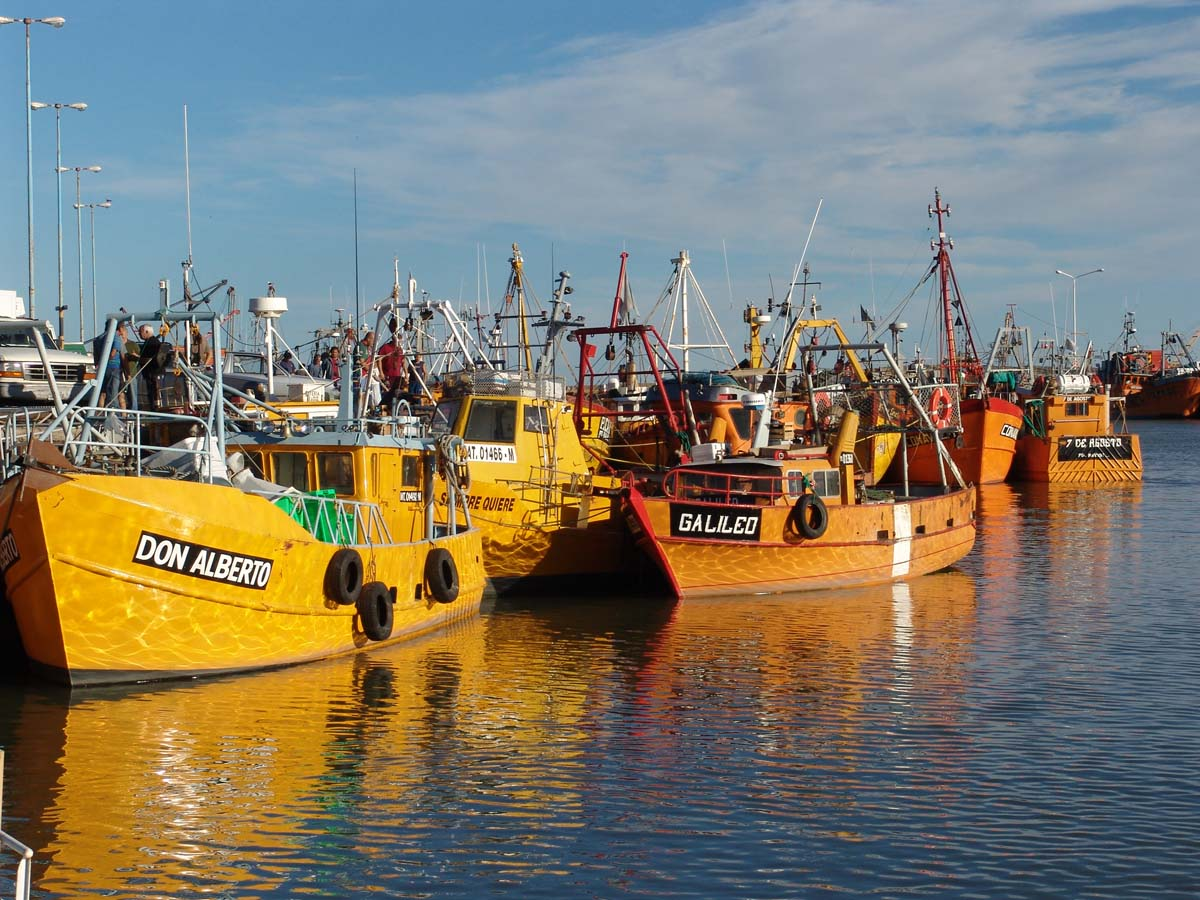
Embarcations dans le port de Rawson.

La province produit de plus, plus de 20 % de la pêche nationale. Il s'agit avant tout du merlu argentin. La mer argentine est très poissonneuse.
La ville de Comodoro Rivadavia possède une importante flotte de pêche et une zone franche avec infrastructure industrielles pour traiter les prises. Le port de Comodoro est un lieu pittoresque, avec des bateaux de grand gabarit. Le port héberge quantité de loups marins (otaries à crinière) et diverses espèces d'oiseaux. Comodoro est aussi centre de capture de langoustines et de crabes de très bonne qualité. On y pratique aussi la pêche de haute mer . La crise néolibérale argentine a causé un grand tort à l'activité pêchière de la ville : si auparavant on pêchait pas moins de 50,000 tonnes annuellement, en 2008 ce chiffre était tombé à 29,171 tonnes de poissons frais.
Parmi les autres ports de pêche de la province, il faut citer Rawson, Puerto Madryn  et Camarones.
La principale activité de Rawson est la pêche, réalisée par une flotte pêchière de plus ou moins 60 bateaux enregistrés. Les prises consistent surtout en Merlu argentin(merluccius hubsii) et en fruits de mer (langoustines et mollusques). Puerto Rawson est le 8º port de mer argentin pour les prises totales.
À la pêche en mer s'ajoute localement la pêche de poissons d'eau douce (lacs Musters par exemple mais aussi les nombreux lacs andins).
Dans le lac Musters se trouve une très abondante faune aquatique comprenant principalement des  perches (Percichthys trucha) et des pejerrey de Patagonie (Odontesthes microlepidotus).
Comme dans les autres lacs de Patagonie, des salmonidés exotiques ont été introduits. Il s'agit entre autres des truites fontinalis (Salvelinus fontinalis), arcoíris (Oncorhynchus mykiss) et dans une moindre mesure de la truite fario (Salmo fario). De ce fait des espèces indigènes comme le bagre sapo ou otuno (Diplomystres viedmensis mesembrinus) et le puyén (Galaxias platei) se trouvent actuellement en danger.

### Agriculture

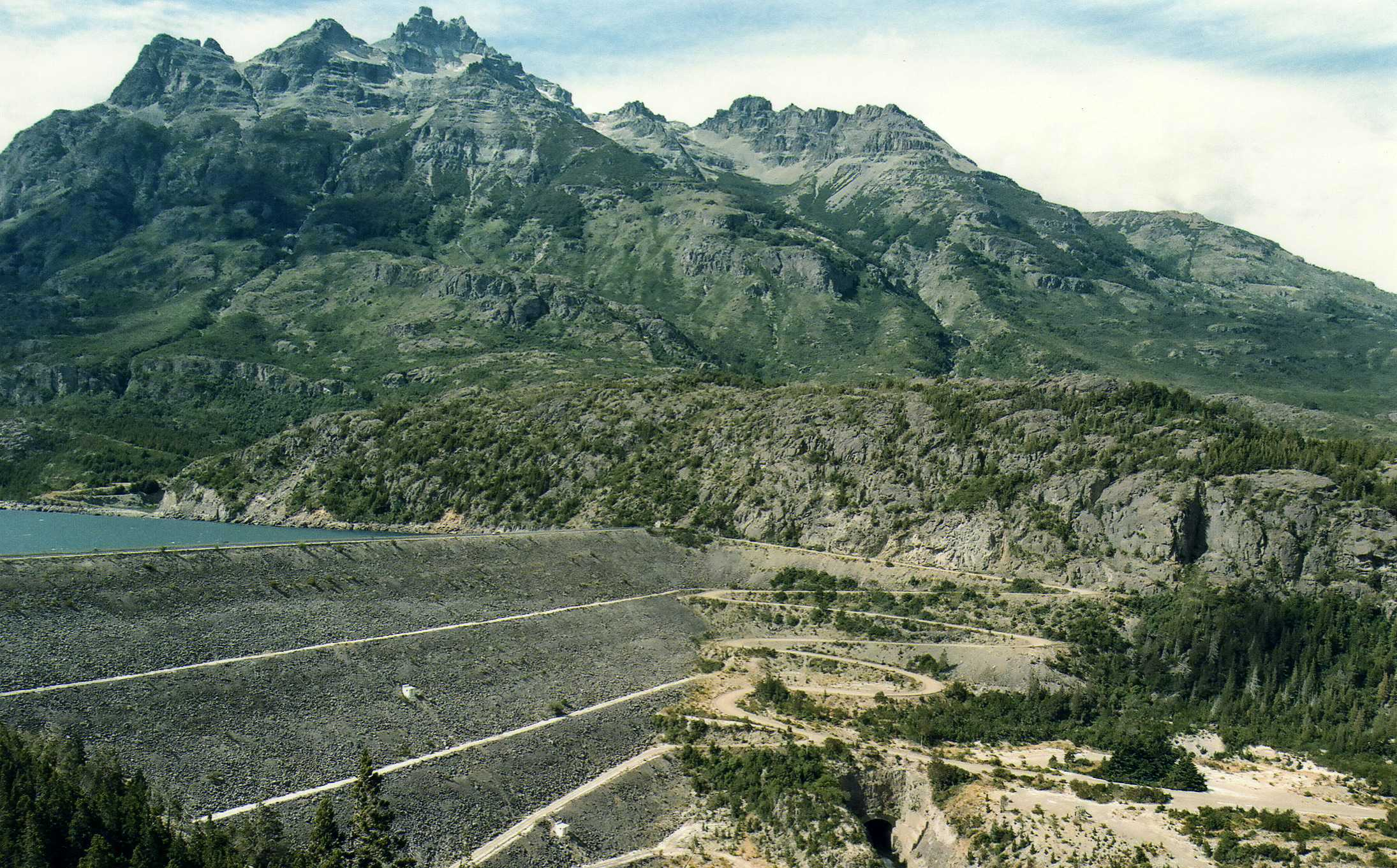
La digue du barrage d'Amutui Quimei ou barrage du Futaleufú.

L'élevage de bétail ovin, activité traditionnelle de la région non andine de Patagonie argentine est en diminution. Ces derniers étaient élevés surtout pour leur laine, mais ce produit a perdu de son importance depuis l'apparition et le développement des fibres synthétiques à la place de la laine. Cela reste cependant une activité importante.

L'agriculture s'est bien développée depuis les années 1960 dans des zones d'oasis : la région de Sarmiento près des lacs précités, la basse vallée du Río Chubut et surtout la région fertile de « Chulilaw » ou du parallèle 42. De sorte qu'au Chubut on produit toutes sortes de fruits : fraises, framboises, salsepareilles, cerises, myrtilles, pommes, raisins. Enfin, depuis le début des années 2000, on y produit des 
vins blancs fins, ce qui fait du Chubut la région possédant les vignobles les plus méridionaux du monde.

### Hydroélectricité
Une grande centrale hydroélectrique a été construite dans les Andes sur le río Futaleufú, la centrale d'Amutui Quimei. Elle possède 4 turbines de 118 MW chacune, pour une puissance installée totale de 472 MW. L'énergie est transportée vers la ville de Puerto Madryn au moyen de deux lignes à haute tension de 330 kV sur une longueur de 550 km. Là, elle alimente notamment une importante usine d'aluminium.

## Cuisine
La gastronomie du Chubut est constituée d'un mélange de traditions de différentes cultures, et est très diversifiée du fait de la grande variété des écosystèmes et biotopes de la province. Les plats sont très différents selon la région (maritime, andine ou autre). À cela s'ajoute le fait que les nombreux immigrants ont apporté avec eux des spécialités liées à leur pays d'origine. Au total on constate une grande variété de plats savoureux.
L'élevage important de moutons explique la popularité de l'asado, sorte de barbecue avec une carcasse d'agneau grillé en plein air.
La vigne est cultivée dans le nord-ouest de la province, dans la région de Cholila, et surtout dans la région de Telsen. Là on cultive les raisins des variétés de Riesling et de Tokaj. On a dès lors réussi à produire des vins blancs fins. Plus récemment on en produit aussi aux abords de la ville de Trelew.
Les touristes et visiteurs seront invités à en consommer un peu partout dans la province (et ailleurs), notamment pour accompagner les excellents plats de poisson dont la province est la plus grande productrice en Argentine.

## Tourisme

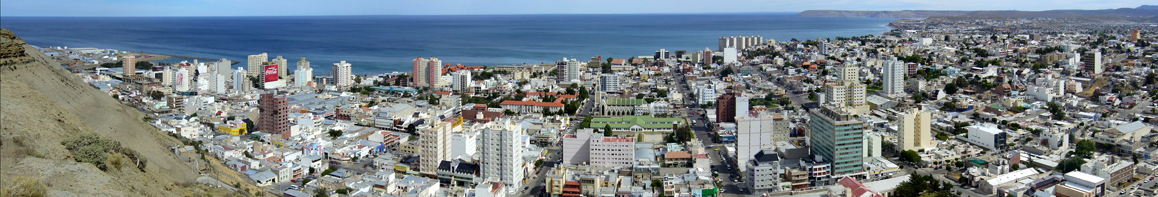
Vue panoramique de Comodoro Rivadavia.

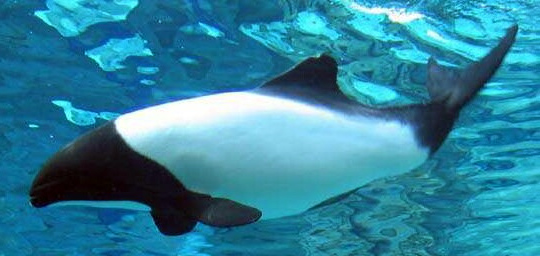
Dauphin de Commerson.

Dans la province, l'attraction touristique principale, qui attire des centaines de milliers de touristes, étrangers ou non, est la péninsule Valdés avec les golfes de San José et de San Matias, où il est possible d'observer la baleine franche australe et son comportement en période de reproduction, ceci durant les mois de printemps. Mais il existe encore d'autres endroits ou refuges de la faune marine de grand intérêt pour les touristes, par exemple de grands rassemblement d'éléphants de mer (ou elefanterías), de lions de mer (ou loberías) et de manchots (ou pigüineras). Ceux-ci se rencontrent tout au long du littoral atlantique du Chubut.
Rawson, capitale de la province, bénéficie également de l'écotourisme. Depuis le port de la ville on peut observer les dauphins de Commerson, un des plus petits cétacés au monde.
L'autre grand pôle d'attraction touristique est la région andine avec ses sommets enneigés toute l'année, ses lacs vraiment superbes, ses rivières abondantes et poissonneuses, ses forêts denses de conifères et de nothofagacées. Dans cette partie du territoire on a construit d'importants centres de sports d'hiver (principalement de ski).
Enfin une troisième région digne d'intérêt touristique, mais encore peu connue, est la région steppique et désertique centrale, avec d'abondantes géoformes et des montagnes aux couleurs surprenantes et singulières.

### Tourisme écologique et culturel

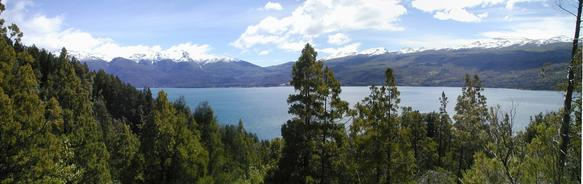
Vue panoramique du lac Futalaufquen.

- Le parc national Los Alerces, fait partie du Patrimoine mondial de l'UNESCO
- Le parc national Lago Puelo
- La péninsule Valdés, qui fait partie du Patrimoine mondial de l'UNESCO, reçoit une des plus grandes populations reproductrices de baleines franches australes de la planète, avec plus de deux mille spécimens catalogués par le Whale Conservation Institute et l' Ocean Alliance. La région comporte six réserves naturelles, et est considérée comme l'une des principales et des plus importantes destinations d'observation des cétacés dans le monde, particulièrement aux alentours de Puerto Pirámides et de Puerto Madryn.
- La Valle de Los Altares, parcourue par le Río Chubut, au centre de la province et dans un paysage grandiose, héberge de très anciennes peintures rupestres de cultures aujourd'hui disparues. Le territoire est facilement accessible par la route nationale 25.
- La réserve de Punta Tombo
- La Lagune Aleusco avec sa réserve reserva Laguna Aleusco.
- La rivière Río Mayo
- Le lac Amutui Quimey (lac de barrage sur le Río Futaleufú)
- Le lac Futalaufquen
- Le lac Musters
- El Hoyo de Epuyén et le Lac Epuyén
- Le haut Río Senguerr

### Autres principaux sites touristiques
- La station de sports d'hiver de La Hoya, située à 15 kilomètres de la ville d'Esquel.
- La ville d'Esquel
- Le Chemin de fer La Trochita au départ d'Esquel
- La Lagune Trafipan, à 15 km à l'ouest-nord-ouest de la ville d'Esquel, et le projet, appelé Trafipan 2000, d'édifier la plus grande station de ski d'Amérique du Sud sur le rebord sud du cerro La Torta. Dès la fin des années 1990, un certain Tinelli, magnat de la télé, a acheté 2 500 hectares de terres au sud du cerro La Torta, y compris la lagune et les bois natifs, transaction spoliant une trentaine de familles mapuches qui y vivent depuis des générations et y trouvent leur subsistance. Ce projet se heurte de ce fait à la résistance de la communauté mapuche dénommée Pillán Mahuiza[27].
- La ville de Puerto Madryn
- La ville de Comodoro Rivadavia
- La ville de Camarones et sa fête nationale du Saumon : au mois de février de chaque année (avec concours de pêche aux environs d'Islas Blancas), pendant trois jours.
- La ville de Trelew. La ville compte plusieurs musées dont le Musée paléontologique Egidio Feruglio et ses dinosaures.
- La ville de Trevelín
- La ville de Río Pico
- La ville de Tecka et la tombe du cacique indien Inacayal
- La ville de Sarmiento et le Lac Colhue Huapi
- La ville de José de San Martín
- La ville de Gobernador Costa

### Plages
- Puerto Madryn. La ville-champignon, édifiée sur la rive du Golfo Nuevo, bénéficie d'un ciel presque toujours sans nuages, lié à la grande sècheresse des lieux (un aqueduc de 60 km lui apporte l'eau potable depuis le fleuve Chubut). La température est fort agréable. L'eau de mer y est cristalline et calme, ce qui permet une pénétration de la lumière jusqu'à 70 m de profondeur. Grand centre touristique, elle est parfaitement équipée en hôtels, restaurants etc.
- Péninsule Valdés, inscrite au Patrimoine mondial de l'UNESCO. Rendez-vous des baleines franches et de bien d'autres mammifères et oiseaux marins.
- Puerto Pirámides, petite localité de la Péninsule Valdés, est l'une des premières destinations au monde pour l'observation des baleines franches. Le village de 450 habitants compte six hôtels, 15 lodges et deux campings.
- Playa Unión, station balnéaire principale de l'agglomération de Rawson-Trelew, est située à 6 km au sud du centre urbain, non loin du port (Puerto Rawson).
- Playa El Doradillo, située au nord de Rawson. On peut y observer les baleines franches australes qui s'ébattent dans les flots.
- Camarones au nord du Golfe San Jorge. Face à ses côtes se trouve le groupe d'îles Islas Blancas (Îles Blanches) qui abritent une faune marine très importante.
- Puerto Visser
- Rocas Coloradas
- Caleta Córdova
- Comodoro Rivadavia
- Rada Tilly